# جائزة كلارك كير
جائزة كلارك كير (بالإنجليزية: Clark Kerr Award) تسمى أيضًا جائزة كلارك كير للقيادة المتميزة في التعليم العالي أو وسام كير كلارك. هي جائزة تمنح لشخص قام بمساهمة استثنائية ومتميزة للنهوض بالتعليم العالي. تأسست الجائزة في عام 1968، وتمنح سنويًا من قبل مجلس الشيوخ الأكاديمي لجامعة كاليفورنيا بيركلي. شمل سجل الفائزين عدد من العلماء منهم: غلين سيبورغ، يوان تسي لي، هربرت يورك، لي بولنغر، فرانك رودس، إيرل وارين، ماريان دياموند.